# Elkhorn Mountain
Elkhorn Mountain är ett berg i Kanada.   Det ligger i provinsen British Columbia, i den sydvästra delen av landet, 3 700 km väster om huvudstaden Ottawa. Toppen på Elkhorn Mountain är 2 194 meter över havet.
Terrängen runt Elkhorn Mountain är huvudsakligen bergig.Trakten runt Elkhorn Mountain är nära nog obefolkad, med mindre än två invånare per kvadratkilometer.. Det finns inga samhällen i närheten. 
I omgivningarna runt Elkhorn Mountain växer i huvudsak barrskog.